# Hypolycaena divisa
Hypolycaena divisa är en fjärilsart som beskrevs av Talbot 1935. Hypolycaena divisa ingår i släktet Hypolycaena och familjen juvelvingar. Inga underarter finns listade i Catalogue of Life.